# Gustav Scherrer
Gustav Scherrer, auch Scherer (* 2. Mai 1816 in Bern; † 27. April 1892 in St. Gallen), war ein Schweizer Historiker und Archivar. Er veröffentlichte für seine Zeit vorbildliche Kataloge des Handschriftenbestandes der Stiftsbibliothek St. Gallen.

## Leben
Gustav Scherrer wuchs zuerst in seinem Geburtsort Bern auf, bis die Familie 1825 nach St. Gallen umzog. Dort besuchte er das Stadtgymnasium. Danach studierte er 1835 bis 1838 an den Universitäten Zürich, Göttingen und Berlin. Zurück in St. Gallen, übernahm er eine Lehrstelle am städtischen Gymnasium, welches zur Kantonsschule umgewandelt wurde. Nach 25 Jahren trat er von dieser Stelle zurück, wegen «äusserer Anfechtungen und innerer Missverhältnisse», wie es in einem Nachruf in der Zeitung Die Ostschweiz hiess.

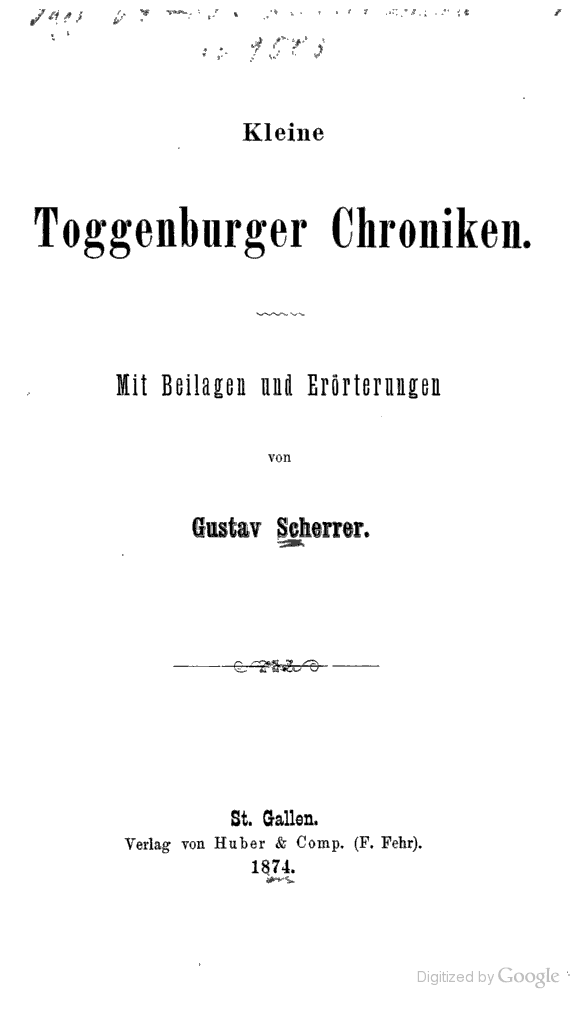
Titelblatt von Scherrers Kleinen Toggenburger Chroniken (1874)

Danach widmete sich Scherrer historischen und literarischen Studien sowie schriftstellerischen Arbeiten in sankt-gallischen Bibliotheken. 1876 überraschte ihn die Universität mit einer Ernennung zum Ehrendoktor der Philosophie. Im Herbst 1880 wurde er an das St. Gallische Stiftsarchiv berufen, wo er bis 1891 arbeitete. Aus gesundheitlichen Gründen musste er aus diesem Amt scheiden.
Mit den St. Gallischen Handschriften in Auszügen betrat er 1859 jenes Feld, das er nicht mehr verlassen wollte. Ihnen folgte 1864 das Verzeichniß der Manuskripte und Inkunabeln der Vadianischen Bibliothek in St. Gallen.
Der spätere Stiftsbibliothekar Johannes Duft würdigte die Arbeit von Gustav Scherrer als grosse Leistung.
Aus seinem Nachlass spendete er grössere Summen für wohltätige Zwecke.

## Werke (Auswahl)
- Handschriftenverzeichnis der Stiftsbibliothek. Bd. 1–4, 1867–1875.
- Alphabetisches Register der Manuskripte der Stiftsbibliothek von St. Gallen. 1868.
- Gustav Scherer [andere Schreibweise]: Verzeichniss der Manuscripte und Incunabeln der Vadianischen Bibliothek in St. Gallen. Druck der Zollikofer’schen Offizin, St. Gallen 1864 (Digitalisate: Google Books, BSB München, archive.org).
- Kleine Toggenburger Chroniken. Mit Beilagen und Erörterungen. Huber & Comp., St. Gallen 1874.
- Die Kirche der Endzeit, Aufruf an alle Christusgläubigen zur Sammlung in biblischen Gemeinden. 2. Aufl. G. Scherrer, Zürich 1947.
- Briefe auf kalliope-verbund.info.